# Huhtsaari (ö i Mellersta Finland, Jämsä)
Huhtsaari är en halvö i Finland. Den ligger i sjön Iso Pihlajajärvi och i kommunen Kuhmois i landskapet Mellersta Finland, i den södra delen av landet, 170 km norr om huvudstaden Helsingfors.